# Marcel Cerdan
Marcel Cerdan (* 22. Juli 1916 in Sidi bel Abbès, Algerien; † 28. Oktober 1949 auf São Miguel, Azoren, Portugal) war französischer Profiboxer und Weltmeister im Mittelgewicht.

## Leben
Marcel Cerdan wuchs in Casablanca auf, dies brachte ihm den Beinamen „le bombardier marocain“ ein. Er begann seine Profikarriere 1934. Die ersten Kämpfe bestritt er in Marokko und Algerien. Im Februar 1938 gewann er die französische Meisterschaft im Weltergewicht. Seine erste Niederlage erlitt er in seinem 46. Profikampf im Januar 1939 gegen den Briten Harry Craster aufgrund einer Disqualifikation in der fünften Runde. Am 3. Juni 1939 gewann er in Mailand gegen den italienischen Lokalmatadoren Saverio Turiello die Europameisterschaft durch einen Punktsieg über 15 Runden.
Im Zweiten Weltkrieg diente er bis zur Niederlage von 1940 in der Marine und boxte dann auch im von den Deutschen besetzten Paris. Nach einem Sieg bei einer Verteidigung seines Europameistertitels gegen den spanischen Meister José Ferrer durch Technischen K. o. in der ersten Runde setzte er sich ins Ausland ab. Bei den Alliierten Truppen gewann er zwei Turniere.
Nach dem Krieg wurde er am 1. Dezember 1945 gegen Assane Diouf wieder französischer Meister. Er versetzte Diouf, seinem späteren sparring partner im Palais des sports einen K. o. in der dritten Runde. Am 2. Februar 1947 war er erneut Europameister. Den EM-Titel verlor er in seiner dritten Titelverteidigung im Mai 1948 an den Belgier Cyrille Delannoit. Es war erst seine dritte Niederlage im 110. Profikampf und seine erste nach Punkten, zuvor hatte er nur zwei Kämpfe durch Disqualifikation verloren. Den direkten Rückkampf gegen Delannoit zwei Monate später konnte er nach Punkten für sich entscheiden. Im selben Jahr wurde er von der Sportzeitung L’Équipe zu Frankreichs Sportler des Jahres („Champion des champions“) gewählt.
Marcel Cerdan war in den Jahren 1948 und 1949 Mittelgewichtsweltmeister. Er schlug am 21. September 1948 im Kampf um den Titel Tony Zale, einen berühmten US-amerikanischen Veteranen, der daraufhin seine Karriere beendete. Cerdan, der damals bereits 32 Jahre alt war, wurde daraufhin eine Filmrolle als Liebhaber von Mae West angeboten. Er verlor den Titel aber schon in seiner ersten Titelverteidigung gegen Jake LaMotta. In der ersten Runde dieses Kampfes wurde Cerdan in einer Ringkampfeinlage an der Schulter verletzt und konnte nur noch mit einem Arm kämpfen. In Runde zehn gab er dann auf.
Eine Revanche musste wegen einer Verletzung auf Seiten LaMottas verschoben werden. Besondere Popularität erlangte er wegen seiner Beziehung zu Frankreichs Chansonstar Édith Piaf. Auf dem Weg zu Piaf nach New York kam er beim Flugzeugabsturz am Monte Redondo auf den Azoren im Alter von 33 Jahren ums Leben.
Cerdan war mit Marinette Lopez verheiratet und hatte drei Kinder.
1991 fand Cerdan Aufnahme in die International Boxing Hall of Fame. Sein Leben wurde von Léon Mathot zur Fabel des Drehbuchs L’Homme aux mains d’argile (1949, deutsch Der Mann mit den Händen aus Ton). Sowohl in diesem Film als auch in Mario Monicellis und Stenos Nur du bist mein Traum (1949) bekleidete Cerdan Rollen.